# SIGCOMM상
SIGCOMM상은 ACM 데이터 통신 분과에서 일생 동안 통신망 분야에 기여가 큰 사람을 뽑아 매년 시상하는 상이다.  시상식은 매년 8월경에 개최되는 SIGCOMM 학술 대회에서 거행된다.
지금까지의 수상자는 다음과 같다.
- 2006년 Domenico Ferrari
- 2005년 폴 모카페트리스
- 2004년 싸이먼 램
- 2003년 David Cheriton
- 2002년 Scott Shenker
- 2001년 Van Jacobson
- 2000년 Andre Danthine
- 1999년 Peter Kirstein
- 1998년 Larry Roberts
- 1997년 존 포스텔, Louis Pouzin
- 1996년 빈튼 써프
- 1995년 David J. Farber
- 1994년 Paul Green
- 1993년 로버트 칸
- 1992년 Sandy Fraser
- 1991년 Hubert Zimmerman
- 1990년 데이비드 클라크
- 1990년 레오나드 클라인락
- 1989년 Paul Baran